# Neaprix insolens
Neaprix insolens là một loài tò vò trong họ Ichneumonidae.